# Campionati europei di concorso completo 1969
I Campionati europei di concorso completo 1969 si sono svolti a Le Pin-au-Haras, in Francia.

## Podi
| Evento           | Oro                | Argento          | Bronzo         |
| Gara individuale | Mary Gordon-Watson | Richard Walker   | Bernd Messmann |
| Gara a squadre   | Regno Unito        | Unione Sovietica | Germania Ovest |

## Medagliere
| Posiz. | Nazione          | Oro | Argento | Bronzo | Totale |
| ------ | ---------------- | --- | ------- | ------ | ------ |
| 1      | Regno Unito      | 2   | 1       | 0      | 3      |
| 2      | Unione Sovietica | 0   | 1       | 0      | 1      |
| 3      | Germania Ovest   | 0   | 0       | 2      | 2      |
| Totale | Totale           | 2   | 2       | 2      | 6      |